# Melis van de Groep
Melis van de Groep (Bunschoten, 4 maart 1958) is een Nederlands politicus en bestuurder. Hij is lid van de ChristenUnie.

## Loopbaan
Van de Groep volgde tot 1976 de havo aan de GSG Guido de Brès te Amersfoort. Hij was achtereenvolgens medewerker assurantiën bij Kamerbeek BV in Amersfoort (1977-1979), beleidsmedewerker welzijn bij de gemeente Bunschoten (1979-1991) en directeur van het landelijk bureau van het GPV (1991-2000). Voor zijn werk behaalde hij de diploma's 'Assurantiën B' (1978), 'Bestuursambtenaar (BA)' (1983) en 'Hoger Bestuursambtenaar (HBA)' (1988).
Van de Groep werd in 1994 voor het GPV lid van de gemeenteraad van Bunschoten. In 1997 werd hij er ook wethouder. Deze politieke post verruilde hij in 2006 voor het burgemeesterschap van dezelfde gemeente. Tevens was hij van 2001 tot 2007 voor de ChristenUnie lid van de Provinciale Staten van Utrecht, waarvan van 2003 tot 2006 als fractievoorzitter.
Van de Groep heeft begin december 2022 zijn taken als burgemeester tijdelijk neergelegd wegens gezondheidsklachten. Sindsdien werden zijn taken waargenomen door locoburgemeester Rick Beukers. Met ingang van 1 februari 2023 werd Albertine van Vliet-Kuiper benoemd tot waarnemend burgemeester van Bunschoten. Op 18 april dat jaar werd bekend dat hij weer aan de slag gaat als burgemeester van Bunschoten.
In zijn nieuwjaarstoespraak van 2024 kondigde Van de Groep aan geen nieuwe ambtstermijn aan te gaan, waarna hij per 1 september 2024 aftrad als burgemeester.

## Persoonlijk
Van de Groep is getrouwd en vader van vijf kinderen. Tot 2023 was hij belijdend lid van de Gereformeerde Kerken vrijgemaakt, sinds 2023 van de Nederlandse Gereformeerde Kerken. In juni 2025 werd bekend dat hij longkanker heeft met uitzaaiingen in het longgebied en in de botten van schedel tot bekken. Hij was begonnen met chemotherapie.

## Onderscheiding
- Lid in de Orde van Oranje Nassau (2007).